# Horace Mitchell Miner
Horace Mitchell Miner (nascido em 26 de Maio de 1912, em St. Paul, Minnesota - morto em 26 de Novembro de 1993) foi um antropólogo, particularmente interessado nas línguas da época que ainda estavam intimamente ligados à terra e suas práticas agrícolas. Durante a Segunda Guerra Mundial, serviu com um agente contraespionagem na Itália e no Japão. Em 1955, ele recebeu seu doutorado na University of Chicago, passando a ensinar lá, bem como em outras universidades dos Estados Unidos, e em uma faculdade Fulbright Fellowship em Uganda. Trabalhou mais tarde em outras partes da África e da América do Sul. Publicou diversos livros, incluindo Culture and Agriculture (1949) (em português: Cultura e Agricultura), e City in Modern Africa (1967) (em português: Cidade na África Moderna). No entanto, ele é igualmente famoso por um ensaio satírico intitulado "Ritual Corporal entre os Nacirema," que satiriza a cultura Americana a partir de uma perspectiva filosófica, bem como os estados da Enciclopédia da Antropologia Social e Cultural, "...oferecida críticas culturais incipientes da arrogância Euro-Americana, ao mostrar que magia não é prerrogativa de socialites não-ocidentais". O trabalho também foi um destaque na Antropologia Americana

## Familia
Esposa: Agnes Genevieve Murphy (casado em 12 de Junho de 1936)
Filhos: Denise Miner
Pai: James Burt
Mãe: Jessie Leightner

## Prêmios
Decorated Legion of Merit, Bronze Star
Recipient Social Sci. Research Council demobilization award, 1945
Society Sci. Research Council fellow, 1936–37
Ford Foundation grantee, 1956; Rockefeller grantee Nigeria, 1957–58
Fulbright research award
Horace Rackham grant for field research Algeria, 1950
National Science Foundation grant for research Nigeria, 1970-71

## Educação
AB- University Kentucky, (1933)
A.M.- University Chicago, (1935)
PhD- University Chicago, (1937)
Postgrad- (Yale Institute Human Relations fellow), Colombia, (1942)